# 許子秋
許子秋（1920年2月5日—1988年3月23日），是一位出身臺南的公共衛生專家。

## 生平

### 早年生活
許子秋在小學畢業後直升臺南州立第一中學校，又於其後入臺北高等學校，復於畢業後入京都帝國大學醫學部就讀，後在1943年畢業。畢業後，他被派任徐州博愛醫院擔任婦產科醫師。
抗日戰爭結束後，許子秋從徐州前往北平，進入由美國政府在北京協和醫學院開辦的「公共衛生研究院」接受為期六個月的訓練課程。
1946年，許子秋返鄉任職臺灣省行政長官公署民政處衛生局課員，並在不久後升任視察。1950年，他出任臺灣省政府衛生處技術室主任。
1951年，許子秋獲美援資助，錄取公共衛生部門。於1952年與江萬瑄、工程部門錄取的高玉樹、水產部門的楊基銓、農業經濟部門的李登輝等三十六名臺灣籍青年前往美國進修，成為第一批由中華民國政府甄選出國深造的臺灣籍人士。1952年，他獲匹茲堡大學頒與公共衛生碩士學位。

### 推動政策
1955年，許子秋升任臺灣省政府衛生處簡任技正。1956年，他被調任為臺灣省立錫口療養院院長。1959年，他在臺灣省公共衛生教學實驗院成立後成為首任院長，並兼任臺北公共衛生教學示範中心主任。
1962年，臺灣省政府改組，黃杰出任主席並邀請許子秋接任臺灣省政府衛生處處長職位；他在任內推動霍亂撲滅、小兒麻痺症及日本腦炎控制、家庭計畫等計畫。
1963年，許子秋獲京都大學頒發醫學博士學位。
1965年，許子秋利用其私人人脈未經外交途徑進口日本已過期的沙克疫苗 （页面存档备份，存于），是根據日本製劑標準，而世界衛生組織標準之標定係「自檢定合格起兩年」，經由衛生處尋求國內七位醫藥衛生專家的背書，表示過其疫苗是安全且具效力。。
1970年，許子秋應聯合國世界衛生組織聘請，任職於該組織之西太平洋署，主持家庭計畫及婦幼衛生事務。
1981年5月，許子秋奉中華民國政府召請返回擔任行政院衛生署署長，並於隨後促成其《優生保健法》、《營養師法》及《醫療法》的草擬、通過及實施，更推動臺灣各地設立基層保健服務中心、群體醫療執業中心，以及推行規劃B型肝炎疫苗接種計畫、臺灣地區醫療網等。

### 晚年生活
1986年1月，許子秋請辭署長職務。
1988年3月，許子秋因肝臟相關疾病逝世。

## 語錄
- 「你封不住每一個人的嘴，也無法掏心給別人看，但我晚上睡得著」[5]

## 軼事
- 臺灣垃圾車播放歌曲有二，一為《給愛麗絲》，一是《少女的祈禱》，相傳此二曲為許子秋決定。民間相傳許子秋在臺灣省政府衛生處處長任內，下班回家時聽見女兒練琴，彈奏《給愛麗絲》與《少女的祈禱》，覺得頗動聽，決定採用此兩支曲子作為垃圾車音樂。另說則是許子秋女兒練的是《少女的祈禱》，但許子秋向歐洲採購垃圾車時，該等車輛附上了《給愛麗絲》作為警示音樂，因此兩首都採用。也有說法為相反，許子秋女兒練的是《給愛麗絲》，因此許子秋決定以《給愛麗絲》作為垃圾車音樂。但臺北市府買了一批歐洲垃圾車，其警示音是《少女的祈禱》。目前已經眾說紛紜，無從查考[6][7][8][9][10]。

## 外部鏈結
- 個人文物 - 臺北醫學大學[永久]
- 省府委員會議檔案 - 國史館臺灣文獻館 （页面存档备份，存于）

### 延伸閱讀
- 張淑卿. 科學問題還是政治事件—1965年台灣進口沙克疫苗風波 （页面存档备份，存于）. 科學發展. 465期. 2011年9月